# Rhaphidorrhynchium calliferum
Rhaphidorrhynchium calliferum là một loài rêu trong họ Sematophyllaceae. Loài này được (Geh. & Hampe) M. Fleisch. mô tả khoa học đầu tiên năm 1923.